# Coppia a cavallo
Coppia a cavallo è un dipinto a olio su tela (55×50,5 cm) realizzato nel 1906-1907 dal pittore Vasilij Kandinskij. È conservato alla Städtische Galerie im Lenbachhaus di Monaco.

## Descrizione
Cavallo e cavaliere sono elementi ricorrenti delle prime composizioni di Kandinskij; l'artista aveva già affrontato questo tema nel 1903 e vi tornerà sopra a più riprese, come nella Montagna azzurra del 1908-1909. Kandinskij è influenzato in questo periodo dalla pittura postimpressionista e soprattutto dal pointillisme, tecnica adottata da Georges Seurat, basata sulle leggi ottiche della percezione del colore. Come i pointillistes, Kandinskij riduce la pennellata a un insieme di piccoli tocchi di colore puro saldamente accostati, ottenendo un effetto di sfarfallamento e di rifrazione in tutta la superficie del dipinto. Il quadro colpisce per il preziosismo quasi orafo con il quale il pigmento intarsia la superficie della tela, e nello stesso tempo proietta l'osservatore in atmosfere di fiaba, di antica saga medievale, non esenti da un certo romanticismo. L'eleganza formale e il "colpo di frusta" dell'albero in secondo piano denunciano anche le influenze dello Jugendstjl che il pittore subisce negli anni di Monaco.